# Loïc Le Flohic
Loïc Le Flohic (* 3. Januar 1959 in Carhaix-Plouguer; † 29. März 1998 in Saint-Armel (Ille-et-Vilaine)) war ein französischer Radrennfahrer und nationaler Meister im Radsport.

## Sportliche Laufbahn
Le Flohic war Straßenradsportler. Mit dem Radsport begann er im Verein CC Blavet.
Als Amateur war er mehrere Jahre lang Mitglied der französischen Nationalmannschaft. 1982 gewann er zwei Etappen im Ruban Granitier Breton sowie jeweils eine in der Tour d’Émeraude und im Rennen Essor breton. Im Essor breton holte er 1983 einen weiteren Tageserfolg. Im Rennen Manche–Océan 1983 wurde er Dritter. 1984 siegte er in der Tour de Corrèze und in der Volta a Tarragona. 1985 startete er bei den UCI-Straßen-Weltmeisterschaften im Einzelrennen und wurde als 13. bester Franzose. Er gewann eine Etappe im Rennen La Voix du Nord und wurde Dritter der nationalen Meisterschaft im Straßenrennen. Den Titel im Mannschaftszeitfahren holte er in jener Saison gemeinsam mit Jean-Luc Moreul, Jean Guérin und Éric Heulot. Für die Nationalmannschaft bestritt er die Österreich-Rundfahrt. 1986 wurde er Berufsfahrer im Radsportteam Peugeot und blieb bis 1988 als Radprofi aktiv. Danach startete er wieder als Amateur. Mehrfach fuhr er die Tour de l’Avenir, in der er 1987 eine Etappe gewann. 1991 wurde er Zweiter im Rennen Tro-Bro Léon hinter William Miloux. Seinen letzten Sieg holte er 1989 im Grand Prix de Vannes.